# 林壂
林壂（1448年—？），字世南，福建福州府永泰县高山人，明朝政治人物。官至貴州布政使司參議。

## 生平
福建鄉試第三十一名，成化十四年（1478年）登戊戌科會試第三百四十名，廷試二甲第六十四名進士，授工部主事，歷禮部祠祭司郎中。官至贵州参议。

## 家族
曾祖林必方。祖父林森。父林汝谈，封工部主事。母囗氏，封安人。具慶下。兄林㙱，工部主事；弟林囗、林垐。